# Minthostachys andina
Minthostachys andina là một loài thực vật có hoa trong họ Hoa môi. Loài này được (Britton ex Rusby) Epling mô tả khoa học đầu tiên năm 1936.